# François Van Campenhout
François Van Campenhout (Bruxelles, 5 febbraio 1779 – Bruxelles, 24 aprile 1848) è stato un compositore, tenore e direttore d'orchestra belga.
È famoso per aver composto la musica dell'inno nazionale del Belgio, La Brabançonne.

## Biografia
Campenhout nacque a Bruxelles, dove studiò violino; lavorò inizialmente come impiegato, ma presto abbandonò questo impiego per dedicarsi alla musica. Diventò uno dei violinisti dell'orchestra del "Theatre de la Monnaie", a Bruxelles, e incominciò la sua carriera di tenore presso il teatro dell'opera di Gand. La sua carriera fu costellata da grandi successi; si esibì a Bruxelles, ad Anversa, a Parigi, a L'Aia, a Lione e a Bordeaux.
Nel 1828 concluse la sua carriera di cantante e diventò direttore d'orchestra al teatro dell'opera di Bruxelles, dove morì nel 1848.
Campenhout ci ha lasciato anche molte composizioni: opere come Grotius ou le Château de Lovesteyn e Passe-Partout, balletti, sinfonie e musica corale. La musica della Brabançonne risale al 1830 (l'anno della Rivoluzione Belga) sul testo di Louis-Alexandre Dechet.
Campenhout era un massone e fece parte della Loggia "Les Amis philanthropes" del Grande Oriente del Belgio, a Bruxelles.